# Censo dos Estados Unidos de 2010
O Vigésimo-terceiro censo dos Estados Unidos da América, executado pelo Departamento do Censo dos Estados Unidos, determinou que a população residente nos Estados Unidos em 1 de abril de 2011 era de 308 745 538, um incremento de 9,7% face às 281 421 906 pessoas registradas durante o censo de 2000.
A população residente dos Estados Unidos inclui a quantidade total de habitantes nos 50 estados e no Distrito de Colúmbia. Também foram contados os residentes do estado livre associado de Porto Rico, cuja população foi contada em 3 725 789, uma diminuição face a dez anos antes.
No país, a Califórnia se manteve como o estado mais populoso, com 37 253 956 habitantes, tendo o Wyoming como o estado menos populoso, com seus 563 626 habitantes. O estado com a porcentagem mais alta de crescimento foi Nevada, com um incremento de 35,1% em sua população - 702 294 habitantes desde 2000. Entretanto, o estado com o maior aumento populacional foi o Texas, que viu sua população aumentar significativos 4 293 741 em habitantes, desde o censo anterior. Michigan foi o único estado a perder população (apesar de Porto Rico também ter tido uma diminuição populacional relevante), e o Distrito de Columbia viu seu primeiro ganho de população desde 1950.

## Perfil demográfico
Segundo dados do censo, o número de residentes nas zonas rurais das Grandes Planícies diminuiu, enquanto o número de residentes em estados litorâneos e em áreas urbanas aumentou. Supõe-se que a tendência continuará ao longo do século XXI. Estados como Dakota do Norte, Dakota do Sul, Nebraska e Kansas apresentaram grande número de condados com significativa diminuição populacional entre 2000 e 2010. Enquanto isso, o sul da Califórnia, o sul do Nevada (em especial a área de Las Vegas), o Arizona, a Flórida e o leste do Texas apresentaram todos grandes aumentos de população. Além de Nevada, os estados do Arizona e Utah também registraram altas taxas de crescimento populacional, com 24,6% e 23,8% de crescimento, respectivamente. O declínio populacional de Michigan foi de -0,6%.
Os dados também oferecem informação sobre as alterações na composição racial dos Estados Unidos. Muitos dos condados que viram os maiores incrementos da população hispânica encontravam-se nos bastiões tradicionais hispânicos, incluindo o sul da Califórnia, o Arizona e o sul da Flórida. Também muitos condados no leste do Oregon, Idaho, Wyoming, Kansas e Oklahoma tiveram grande aumento de hispânicos, o que indica uma tendência na década 2000-2010 de muitos imigrantes latinos recentes se estenderem além dos centros urbanos de Los Angeles e Phoenix, para zonas mais rurais do país.
A população afro-americana também registou alterações demográficas. Numa alteração face à Grande Migração Negra das décadas de 1920-1950, muitos mais negros jovens e diplomados saíram dos centros industriais do Midwest (como Illinois e Michigan) e mudaram-se para o sul dos Estados Unidos, incluindo cidades da Flórida, Geórgia e Mississippi. Atlanta, por exemplo, substituiu Chicago como a área metropolitana com maior número de negros depois de Nova Iorque. Em 2010, 57% dos norte-americanos negros viviam no sul — a percentagem mais alta desde 1960.

### População por cidade
| Ranking | Cidade           | Estado               | População | Região       |
| ------- | ---------------- | -------------------- | --------- | ------------ |
| 01      | Nova Iorque      | Nova Iorque          | 8,175,133 | Nordeste     |
| 02      | Los Angeles      | Califórnia           | 3,792,621 | Oeste        |
| 03      | Chicago          | Illinois             | 2,695,598 | Centro-Oeste |
| 04      | Houston          | Texas                | 2,099,451 | Sul          |
| 05      | Filadélfia       | Pensilvânia          | 1,526,006 | Nordeste     |
| 06      | Phoenix          | Arizona              | 1,445,632 | Oeste        |
| 07      | San Antonio      | Texas                | 1,327,407 | Sul          |
| 08      | San Diego        | Califórnia           | 1,307,402 | Oeste        |
| 09      | Dallas           | Texas                | 1,197,816 | Sul          |
| 10      | San José         | Califórnia           | 945,942   | Oeste        |
| 11      | Jacksonville     | Flórida              | 821,784   | Sul          |
| 12      | Indianápolis     | Indiana              | 820,445   | Centro-Oeste |
| 13      | São Francisco    | Califórnia           | 805,235   | Oeste        |
| 14      | Austin           | Texas                | 790,390   | Sul          |
| 15      | Columbus         | Ohio                 | 787,033   | Centro-Oeste |
| 16      | Fort Worth       | Texas                | 741,206   | Sul          |
| 17      | Louisville       | Kentucky             | 741,096   | Sul          |
| 18      | Charlotte        | Carolina do Norte    | 731,424   | Sul          |
| 19      | Detroit          | Michigan             | 713,777   | Centro-Oeste |
| 20      | El Paso          | Texas                | 649,121   | Sul          |
| 21      | Memphis          | Tennessee            | 646,889   | Sul          |
| 22      | Baltimore        | Maryland             | 620,961   | Sul          |
| 23      | Boston           | Massachusetts        | 617,594   | Nordeste     |
| 24      | Seattle          | Washington           | 608,660   | Oeste        |
| 25      | Washington       | Distrito de Colúmbia | 601,723   | Sul          |
| 26      | Nashville        | Tennessee            | 601,222   | Sul          |
| 27      | Denver           | Colorado             | 600,158   | Oeste        |
| 28      | Milwaukee        | Wisconsin            | 594,833   | Centro-Oeste |
| 29      | Portland         | Óregon               | 583,776   | Oeste        |
| 30      | Las Vegas        | Nevada               | 583,756   | Oeste        |
| 31      | Oklahoma City    | Oklahoma             | 579,999   | Sul          |
| 32      | Albuquerque      | Novo México          | 545,852   | Oeste        |
| 33      | Tucson           | Arizona              | 520,116   | Oeste        |
| 34      | Fresno           | Califórnia           | 494,665   | Oeste        |
| 35      | Sacramento       | Califórnia           | 466,488   | Oeste        |
| 36      | Long Beach       | Califórnia           | 462,257   | Oeste        |
| 37      | Kansas City      | Missouri             | 459,787   | Centro-Oeste |
| 38      | Mesa             | Arizona              | 439,041   | Oeste        |
| 39      | Virginia Beach   | Virgínia             | 437,994   | Sul          |
| 40      | Atlanta          | Geórgia              | 420,003   | Sul          |
| 41      | Colorado Springs | Colorado             | 416,427   | Oeste        |
| 42      | Omaha            | Nebraska             | 408,958   | Centro-Oeste |
| 43      | Raleigh          | Carolina do Norte    | 403,892   | Sul          |
| 44      | Miami            | Flórida              | 399,457   | Sul          |
| 45      | Cleveland        | Ohio                 | 396,815   | Centro-Oeste |
| 46      | San Juan         | Porto Rico           | 395,326   | Território   |
| 47      | Tulsa            | Oklahoma             | 391,906   | Sul          |
| 48      | Oakland          | Califórnia           | 390,724   | Oeste        |
| 49      | Minneapolis      | Minnesota            | 382,578   | Centro-Oeste |
| 50      | Wichita          | Kansas               | 382,368   | Centro-Oeste |
| 51      | Arlington        | Texas                | 365,438   | Sul          |
| 52      | Bakersfield      | Califórnia           | 347,483   | Oeste        |
| 53      | Nova Orleães     | Luisiana             | 343,829   | Sul          |
| 54      | Honolulu         | Havaí                | 337,256   | Oeste        |
| 55      | Anaheim          | Califórnia           | 336,265   | Oeste        |
| 56      | Tampa            | Flórida              | 335,709   | Sul          |
| 57      | Aurora           | Colorado             | 325,078   | Oeste        |
| 58      | Santa Ana        | Califórnia           | 324,528   | Oeste        |
| 59      | St. Louis        | Missouri             | 319,294   | Centro-Oeste |
| 60      | Pittsburgh       | Pensilvânia          | 305,704   | Nordeste     |
| 61      | Corpus Christi   | Texas                | 305,215   | Sul          |
| 62      | Riverside        | Califórnia           | 303,871   | Oeste        |
| 63      | Cincinnati       | Ohio                 | 296,943   | Centro-Oeste |
| 64      | Lexington        | Kentucky             | 295,803   | Sul          |
| 65      | Anchorage        | Alasca               | 291,826   | Oeste        |
| 66      | Stockton         | Califórnia           | 291,707   | Oeste        |
| 67      | Toledo           | Ohio                 | 287,208   | Centro-Oeste |
| 68      | Saint Paul       | Minnesota            | 285,068   | Centro-Oeste |
| 69      | Newark           | Nova Jérsia          | 277,140   | Nordeste     |
| 70      | Greensboro       | Carolina do Norte    | 269,666   | Sul          |
| 71      | Buffalo          | Nova Iorque          | 261,310   | Nordeste     |
| 72      | Plano            | Texas                | 259,841   | Sul          |
| 73      | Lincoln          | Nebraska             | 258,379   | Centro-Oeste |
| 74      | Henderson        | Nevada               | 257,729   | Oeste        |
| 75      | Fort Wayne       | Indiana              | 253,691   | Centro-Oeste |
| 76      | Jersey City      | Nova Jérsia          | 247,597   | Nordeste     |
| 77      | São Petersburgo  | Flórida              | 244,769   | Sul          |
| 78      | Chula Vista      | Califórnia           | 243,916   | Oeste        |
| 79      | Norfolk          | Virgínia             | 242,803   | Sul          |
| 80      | Orlando          | Flórida              | 238,300   | Sul          |
| 81      | Chandler         | Arizona              | 236,123   | Oeste        |
| 82      | Laredo           | Texas                | 236,091   | Sul          |
| 83      | Madison          | Wisconsin            | 233,209   | Centro-Oeste |
| 84      | Winston-Salem    | Carolina do Norte    | 229,617   | Sul          |
| 85      | Lubbock          | Texas                | 229,573   | Sul          |
| 86      | Baton Rouge      | Luisiana             | 229,493   | Sul          |
| 87      | Durham           | Carolina do Norte    | 228,330   | Sul          |
| 88      | Garland          | Texas                | 226,876   | Sul          |
| 89      | Glendale         | Arizona              | 226,721   | Oeste        |
| 90      | Reno             | Nevada               | 225,221   | Oeste        |
| 91      | Hialeah          | Flórida              | 224,669   | Sul          |
| 92      | Chesapeake       | Virgínia             | 222,209   | Sul          |
| 93      | Scottsdale       | Arizona              | 217,385   | Oeste        |
| 94      | North Las Vegas  | Nevada               | 216,961   | Oeste        |
| 95      | Irving           | Texas                | 216,290   | Sul          |
| 96      | Fremont          | Califórnia           | 214,089   | Oeste        |
| 97      | Irvine           | Califórnia           | 212,375   | Oeste        |
| 98      | Birmingham       | Alabama              | 212,237   | Sul          |
| 99      | Rochester        | Nova Iorque          | 210,565   | Nordeste     |
| 100     | San Bernardino   | Califórnia           | 209,924   | Oeste        |

## Representação governamental
Desde o primeiro censo, realizado em 1790, a contagem em cada década tem sido a base para a forma de governo representativo dos Estados Unidos. O Artigo I, Secção II, especifica que "o número de representantes não pode exceder 1 por cada 30 000 habitantes, e cada estado deve ter pelo menos um representante". Com 435 lugares na Câmara dos Representantes dos Estados Unidos, o recenseamento é importante para este equilíbrio.
Por conta do censo, dezoito estados sofreram alterações em seu número de representantes. Oito deles ganharam ao menos um lugar. Em contrapartida, dez perderam pelo menos uma vaga representativa.
| Ganhou 4 representantes | Ganhou 2 representantes | Ganhou 1 representante                                 | Perdeu 1 representante                                                          | Perdeu 2 representantes |
| ----------------------- | ----------------------- | ------------------------------------------------------ | ------------------------------------------------------------------------------- | ----------------------- |
| Texas                   | Flórida                 | Arizona Geórgia Nevada Carolina do Sul Utah Washington | Illinois Iowa Louisiana Massachusetts Michigan Missouri Nova Jersey Pensilvânia | Nova Iorque Ohio        |